# Vanstraelenia chirophthalma
A Vanstraelenia chirophthalma a csontos halak (Osteichthyes) főosztályának a sugarasúszójú halak (Actinopterygii) osztályába, ezen belül a lepényhalalakúak (Pleuronectiformes) rendjébe és a nyelvhalfélék (Soleidae) családjába tartozó faj.
Nemének egyetlen faja.

## Előfordulása
A Vanstraelenia chirophthalma elterjedési területe az Atlanti-óceán keleti része, Bissau-Guineától Angoláig. A Gambia folyóban is észrevették.

## Megjelenése
Ez a halfaj legfeljebb 28 centiméter hosszú.

## Életmódja
A Vanstraelenia chirophthalma fenéklakó nyelvhal, amely az iszapos és homokos helyeket kedveli. 8-100 méteres mélységben tartózkodik.

## Felhasználása
Az ember, ipari mértékben halássza ezt a trópusi halat.